# Lijst van beschermd erfgoed in de gemeente Remich
In deze lijst van beschermd erfgoed in de gemeente Remich zijn alle geclassificeerde nationale monumenten van de Luxemburgse gemeente Remich opgenomen.

## Monumenten per plaats

### Remich
| Object                                  | Bouwjaar/architect | Locatie            | Datum beschermd?      | Coördinaten | Afbeelding |
| --------------------------------------- | ------------------ | ------------------ | --------------------- | ----------- | ---------- |
| Kerk van Remich met aangrenzende plaats |                    |                    | 28 juli 1989 (MN)     |             |            |
| Gebouw                                  |                    | place du Marché 12 | 26 februari 2010 (MN) |             |            |
| Gebouw                                  |                    | Place du Marché 10 | 17 juli 2009 (IS)     |             |            |
| Poort Saint-Nicolas                     |                    | rue de l'Esplanade | 3 februari 1984 (IS)  |             |            |

## Bron
- Liste des immeubles et objets classés monuments nationaux ou inscrits à l'inventaire supplémentaire